# Букова Поляна
Бу́кова Поля́на (болг. Букова поляна) — село в Смолянській області Болгарії. Входить до складу общини Мадан.

## Населення
За даними перепису населення 2011 року у селі проживали 435 осіб.
Національний склад населення села:
| Національність   | Кількість осіб | Відсоток |
| ---------------- | -------------- | -------- |
| болгари          | 334            | 89,5%    |
| турки            | 6              | 1,6%     |
| цигани           | 0              | 0%       |
| інша             | 7              | 1,9%     |
| не визначились   | 26             | 7,0%     |
| Всього відповіли | 373            |          |

Розподіл населення за віком у 2011 році:
Динаміка населення: